# Lorenz Zuckermandel
 (juin 2022).
La mise en forme du texte ne suit pas les recommandations de Wikipédia : il faut le « wikifier ».
Les points d'amélioration suivants sont les cas les plus fréquents :
- Les titres sont pré-formatés par le logiciel. Ils ne sont ni en capitales, ni en gras.
- Le texte ne doit pas être écrit en capitales (les noms de famille non plus), ni en gras, ni en italique, ni en « petit »…
- Le gras n'est utilisé que pour surligner le titre de l'article dans l'introduction, une seule fois.
- L'italique est rarement utilisé : mots en langue étrangère, titres d'œuvres, noms de bateaux, etc.
- Les citations ne sont pas en italique mais en corps de texte normal. Elles sont entourées par des guillemets français : « et ».
- Les listes à puces sont à éviter, des paragraphes rédigés étant largement préférés. Les tableaux sont à réserver à la présentation de données structurées (résultats, etc.).
- Les appels de note de bas de page (petits chiffres en exposant, introduits par l'outil «  Source ») sont à placer entre la fin de phrase et le point final[comme ça].
- Les liens internes (vers d'autres articles de Wikipédia) sont à choisir avec parcimonie. Créez des liens vers des articles approfondissant le sujet. Les termes génériques sans rapport avec le sujet sont à éviter, ainsi que les répétitions de liens vers un même terme.
- Les liens externes sont à placer uniquement dans une section « Liens externes », à la fin de l'article. Ces liens sont à choisir avec parcimonie suivant les règles définies. Si un lien sert de source à l'article, son insertion dans le texte est à faire par les notes de bas de page.
- La présentation des références doit suivre les conventions bibliographiques. Il est recommandé d'utiliser les modèles {{Ouvrage}}, {{Chapitre}}, {{Article}}, {{Lien web}} et/ou {{Bibliographie}}. Le mode d'édition visuel peut mettre en forme automatiquement les références.
- Insérer une infobox (cadre d'informations à droite) n'est pas obligatoire pour parachever la mise en page.

Pour une aide détaillée, merci de consulter Aide:Wikification.
Si vous pensez que ces points ont été résolus, vous pouvez retirer ce bandeau et améliorer la mise en forme d'un autre article.
 (juin 2022).
Lorenz Zuckermandel, né le 18 février 1847 à Bürglein en royaume de Bavière et mort le 6 janvier 1928 à Berlin, est un banquier, investisseur et traducteur notamment de la Divine Comédie de Dante Alighieri.

## Biographie

### Enfance et jeunesse
Lorenz Zuckermandel est né le 18 février 1847 à Bürglein, un petit village en royaume de Bavière près de Heilsbronn où la famille résidait depuis 1777. Ses parents, Johann Friedrich et Katharina Margaretha (née Pirner) étaient des petits paysans qui travaillaient sur l’ex-territoire du cloître cistercien bavarois Heilsbronn. Lorenz était le cinquième de six enfants et allait à l’école du village où il finissait, chaque année, premier de la classe. Alors qu'il avait 14 ans, son père meurt à l’âge de 57 ans et la veuve ne pouvant plus élever tous les enfants par elle-même, a dû mettre Lorenz sous la garde d’un ami de la famille, un forestier, qui l’a pris chez lui à Ansbach où il l’a inscrit au lycée. Là aussi il était le premier de la classe et il a reçu une distinction de la part de la ville pour ses prestations excellentes.

### Vie professionnelle
Grâce à son baccalauréat excellent il a reçu l’opportunité de faire un apprentissage auprès de la maison bancaire Erlanger & Fils (de) à Francfort. Peu après la fin de l’apprentissage, il a été nommé directeur auprès de la nouvelle banque régionale d’Oldenbourg qui a été fondée le 15 janvier 1869 en collaboration avec Erlanger & Fils. Lorenz était doué pour les langues et maîtrisait l’anglais sans accent et parlait couramment le français. Après avoir appris l’espagnol, il a pu remplacer le directeur de la succursale de Madrid en 1872. Il connaissait aussi très bien l’Italie et s’intéressait à l’art, la culture et la langue.

### Mariage et enfants
Lors de son séjour à Francfort, il a fait la connaissance de Robert Bassermann (1846-1907) qui était le gérant de la succursale de la maison bancaire Köster & Cie. En plus de l’expérience professionnelle, il partageait avec lui sa passion pour les langues. À travers lui il a fait la connaissance d’Élisabeth, sa nièce, dans la maison familiale à Mannheim. Le frère d’Élisabeth était Albert Bassermann, qui est plus tard devenu un célèbre acteur. Le 18 juin 1892 Lorenz s’est marié à l’âge de 45 ans avec Élisabeth, de 18 ans sa cadette, avec qui il a eu six enfants : Louis Alexander Walter (1893-1915), Erich (1895-1915), Paul (1897-1988), Ludwig (1898-1973), Ingeborg Anna Leonore (1901-1986) et Sofi Elisabeth (1903-1999).

### Avancement à la haute finance
À Oldenbourg, quand il était directeur de la banque, il avait des relations avec des hommes importants de l’économie. Grâce à des achats sages d’actions et de spéculations il a réussi à devenir un homme riche en profitant de l’industrialisation de l’Allemagne qui démarrait à la fin du siècle. Dans les années 1880, Lorenz Zuckermandel et deux de ses relations d’affaires ont assumé la responsabilité pour la maison bancaire privée Schlesinger-Trier & Cie., une société en commandite par actions à Berlin. Grâce à sa réussite dans la Gründerzeit (l’ère florissante en Allemagne dans la deuxième moitié du XIXe siècle jusqu’à la Première Guerre mondiale) il appartenait, comme représentant de la haute finance, à la grande bourgeoisie. Le jeune couple résidait conformément à son rang dans une villa somptueuse à Berlin-Charlottenbourg,avec cocher, cuisinière, bonne d’enfants, lavandière etc. et avait beaucoup d’obligations sociales : soir après soir ils étaient invités ou ils invitaient.
En 1889, après avoir fondé la société Aktiengesellschaft Rheinische Metallwaaren- und Maschinenfabrik (plus tard la Rheinmetall) avec d'autres investisseurs, Lorenz Zuckermandel est devenu le premier président du conseil d'administration,.
À l’âge de 60 ans, Lorenz Zuckermandel était un des hommes les plus riches de Berlin. Son capital, investi pour la plupart dans des actions de l’industrie lourde, a été estimé à 4 millions de goldmark. En 1912, à l’âge de 65 ans, il s’est retiré du commerce bancaire, mail il tenait sa réputation comme financier. En 1917, il a démissionné de son dernier poste dans le conseil d’administration.

### Retraite et mort
Dans les années 1920, Lorenz Zuckermandel a perdu la plupart de son capital à cause de l’inflation accélératrice dès 1914 (le commencement de la première guerre mondiale) qu’il avait investi surtout dans des actions et il ne réussissait pas à l’investir dans des valeurs permanentes. Après la mort de ses deux fils aînés, Walter et Erich (qui sont morts à la guerre tous le deux le 1 octobre 1915 au lac Narocz en Russie), il s’est retiré dans la vie privée et s’occupait de ses traductions, notamment de la traduction de la Divine Comédie de Dante Alighieri. Il profitait de son temps comme rentier pour faire de longs voyages en Espagne, au Canada, au Brésil, au Mexique et au Venezuela. Le 6 janvier 1928, Lorenz Zuckermandel est mort à l’âge de presque 81 ans d’une bronchite. Le patrimoine familial a disparu pendant la crise économique mondiale et presque complètement après 1945.

## Œuvres
- Die kirchliche Kunst des XIII. Jahrhunderts in Frankreich: Studie über die Ikonographie des Mittelalters und ihre Quellen. De Émile Mâle. Deutsch von L[orenz] Zuckermandel. Straßburg: Verlag J. H. Ed. Heitz, 1907 (titre original: L'art religieux du XIIIe siècle en France : étude sur l'iconographie du moyen âge)
- Dantes Hölle. Deutsch von L[orenz] Zuckermandel. Straßburg: Druck und Verlag von J. H. Ed. Heitz, 1916. 247 pages
- Dantes Hölle. Deutsch von L[orenz]. Zuckermandel. Straßburg: Verlag J. H. Ed. Heitz, [1925]. 2ème édition adaptée. 206 pages
- Dantes Purgatorium. Deutsch von L[orenz] Zuckermandel. Straßburg: Verlag von J. H. Ed. Heitz, 1920. 250 pages
- Dantes Paradies. Deutsch von L[orenz] Zuckermandel. Straßburg: Druck und Verlag von J. H. Ed. Heitz, 1914. 215 pages
- Dantes Paradies. Deutsch von L[orenz] Zuckermandel. Straßburg: Verlag von J. H. Ed. Heitz, 1922. 2ème édition adaptée. 247 pages